# 平成26年台風第9号
平成26年台風第9号（へいせい26ねんたいふうだい9ごう、アジア名：Rammasun、命名国：タイ王国、意味：雷神、フィリピン名：Glenda）は、2014年7月にフィリピンと中国に大きな影響を与えた台風である。

## 概要

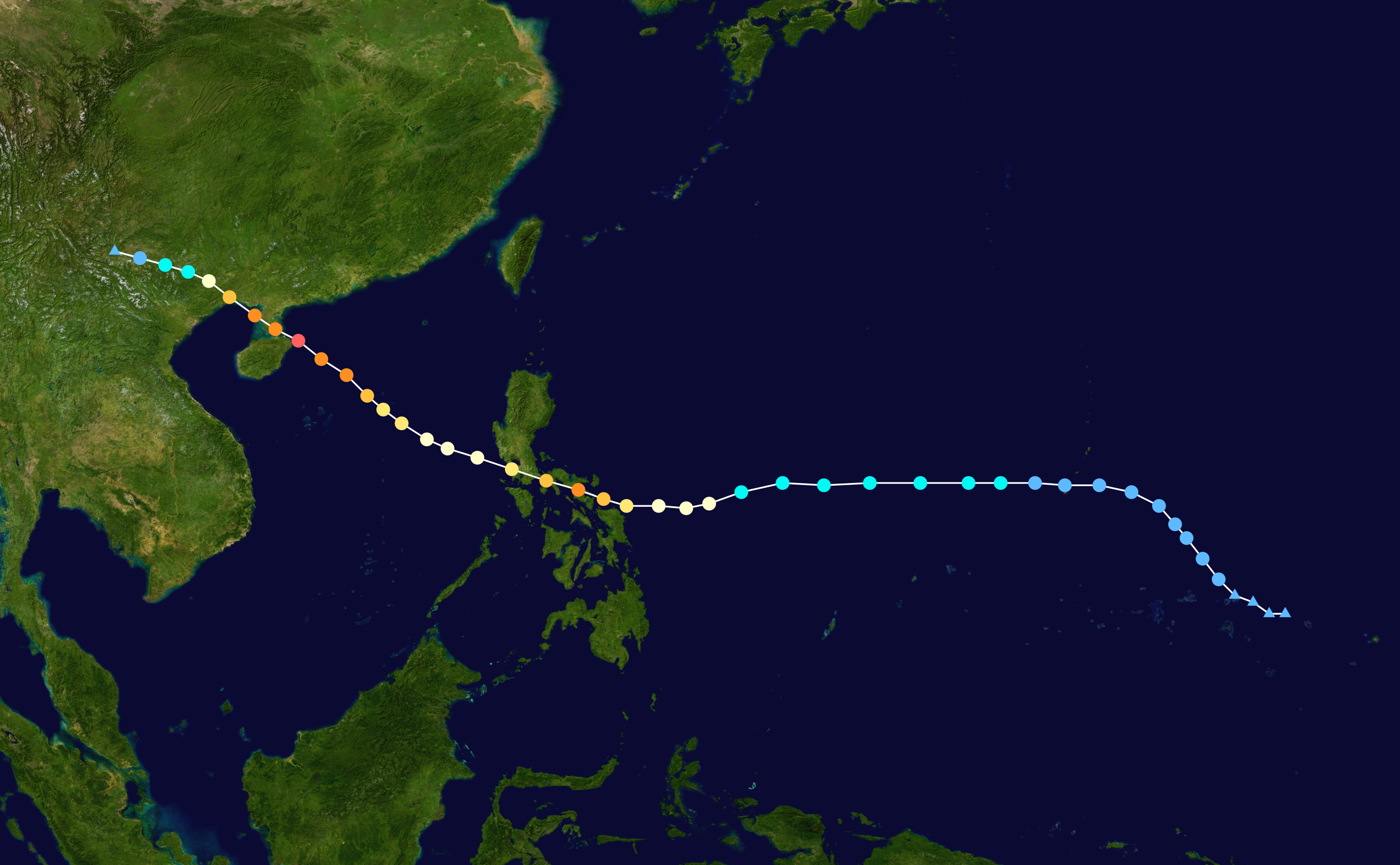
進路図

7月9日、チューク諸島の東の海上で熱帯撹乱の形成が始まり、10日に熱帯低気圧にまで成長して低気圧番号09Wを与えられた。11日、合同台風警報センター（JTWC）は09Wがトロピカルストームにまで成長したと判断したが、同日中に「強度が低かった」としてこの判断を一旦取り下げている。12日15時（協定世界時12日6時）、西進しながら成長した09Wはマリアナ諸島（北緯13度25分・東経142度40分）において台風となり、アジア名「ラマスーン（Rammasun）」と命名された。13日にはフィリピンの監視エリアに入ったため、フィリピン大気地球物理天文局（PAGASA）によってフィリピン名グレンダ（Glenda）と命名された。
台風は急速に勢力を強めながら15日午後にルソン島東部のアルバイ州・ラプ・ラプ (アルバイ州)付近に上陸、16日には首都のマニラを直撃した。フィリピンではルソン島とヴィサヤ諸島の広範囲に暴風雨警報 (PSWS)が発表されたが、50メートル以上の暴風と大雨に襲われた。南シナ海に進んだ台風は再び勢力を増しながら中国に接近。中央気象台は18日8時からの24時間、海南省・広東省南部・広西チワン族自治区に暴雨警報を発令。18日昼過ぎに海南島北部の文昌市に上陸したのち、台風は同日夜には広東省湛江市に再上陸して、華南の広範囲に被害をもたらし、19日には広西チワン族自治区に達した。台風は上陸後に勢力を弱め、20日9時（協定世界時20日0時）に北緯23度・東経104度で熱帯低気圧になった。

## 被害

### フィリピン
20日朝までの時点で、死者97名、負傷者437名、行方不明者6名、家屋の被害は全壊27,874棟を含む111,372棟に及び、インフラや農産物などへの被害額は約74億フィリピンペソ（約172億円）に達した。

### 中華人民共和国
暴風雨の影響により華南の広範囲で停電や浸水が発生し、航空便の欠航が相次いだ。広東省と海南省、広西チワン族自治区の130万人から500万人が影響を受け、20日時点で少なくとも死者17名。海南省では51,000棟の家屋と40,600ヘクタールの農地が被害を被り、経済的損失は47億元（約7億5000万ドル）以上と推計されている。

## 被害の様子 (画像)

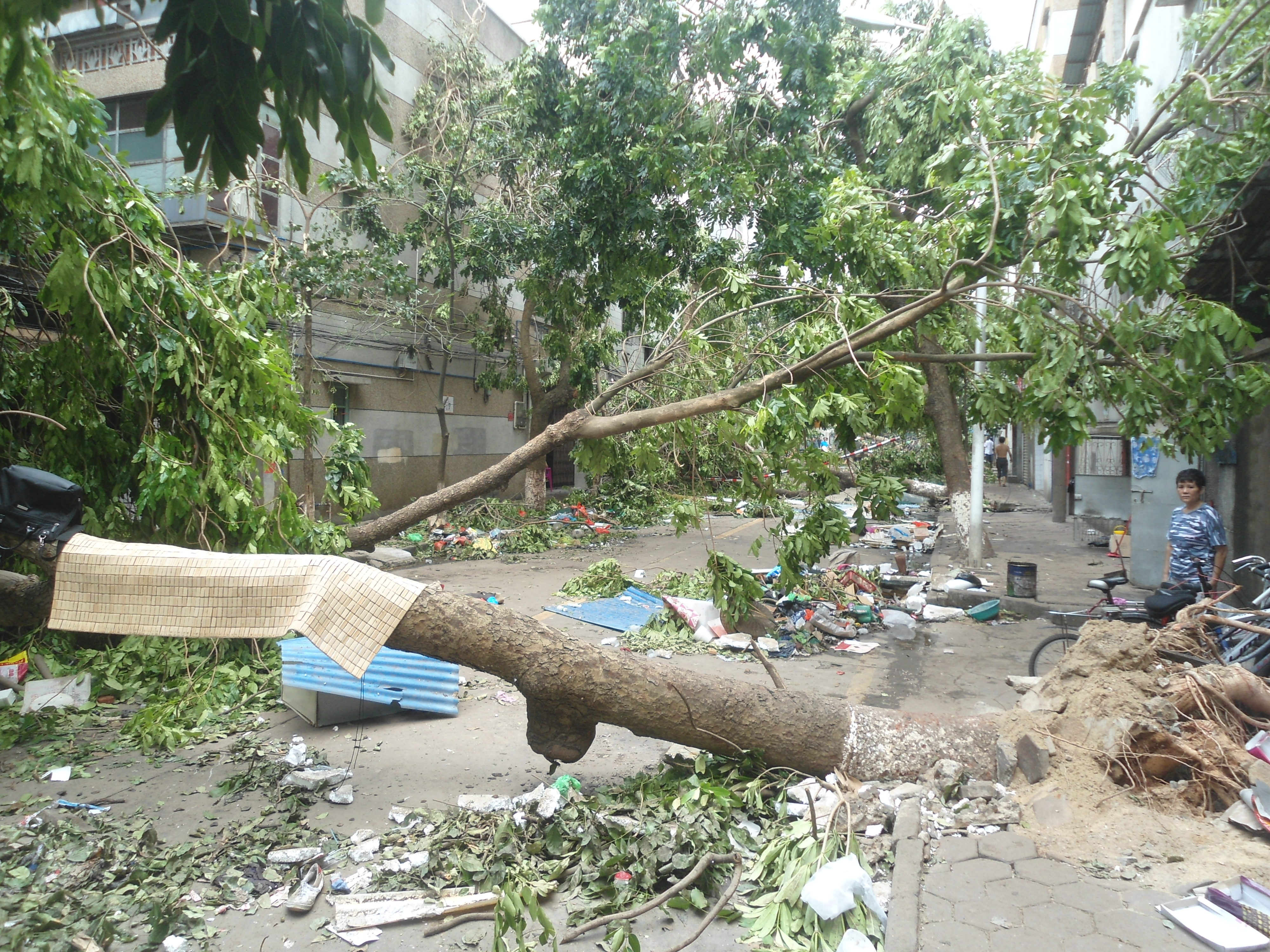
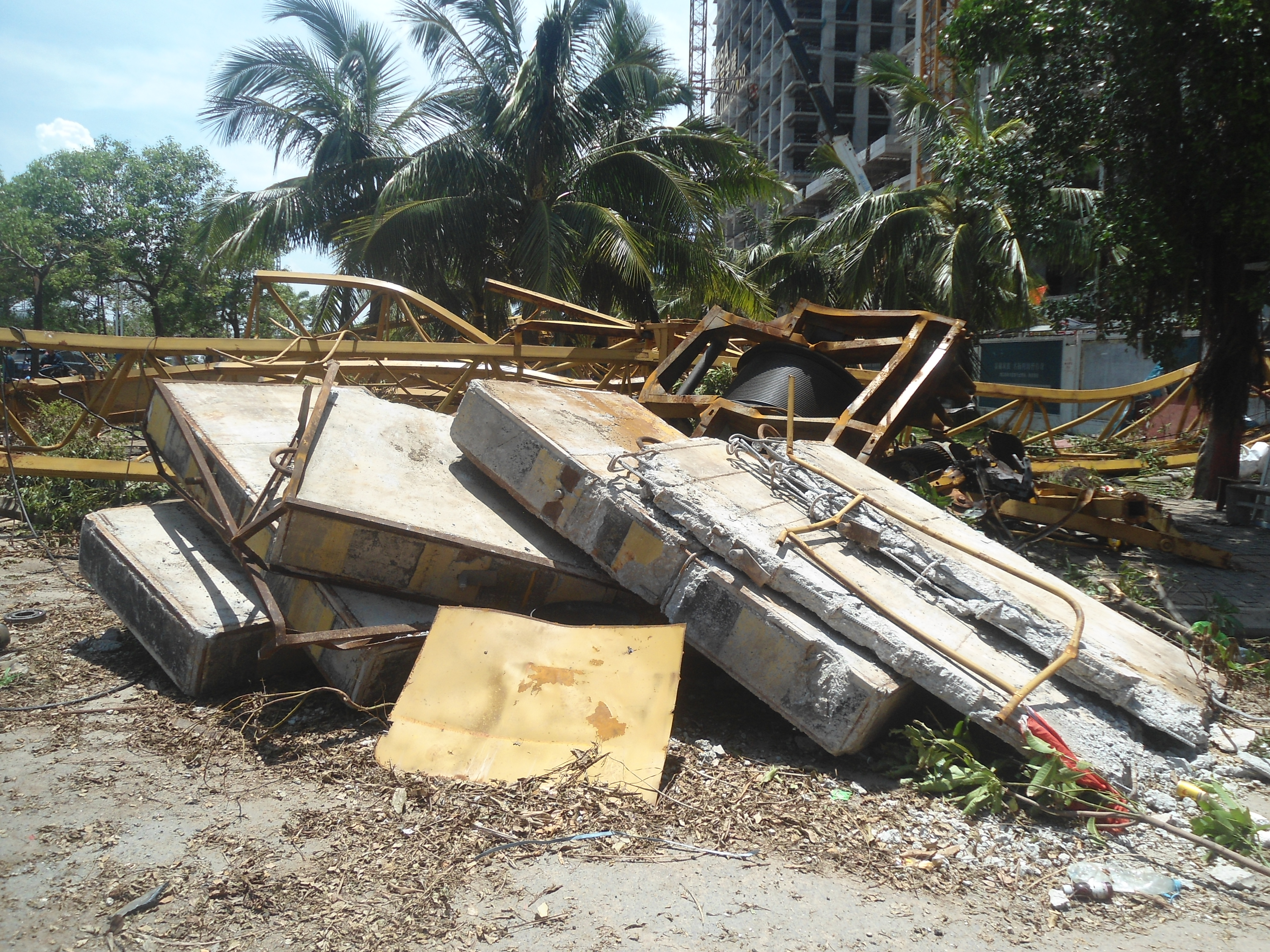
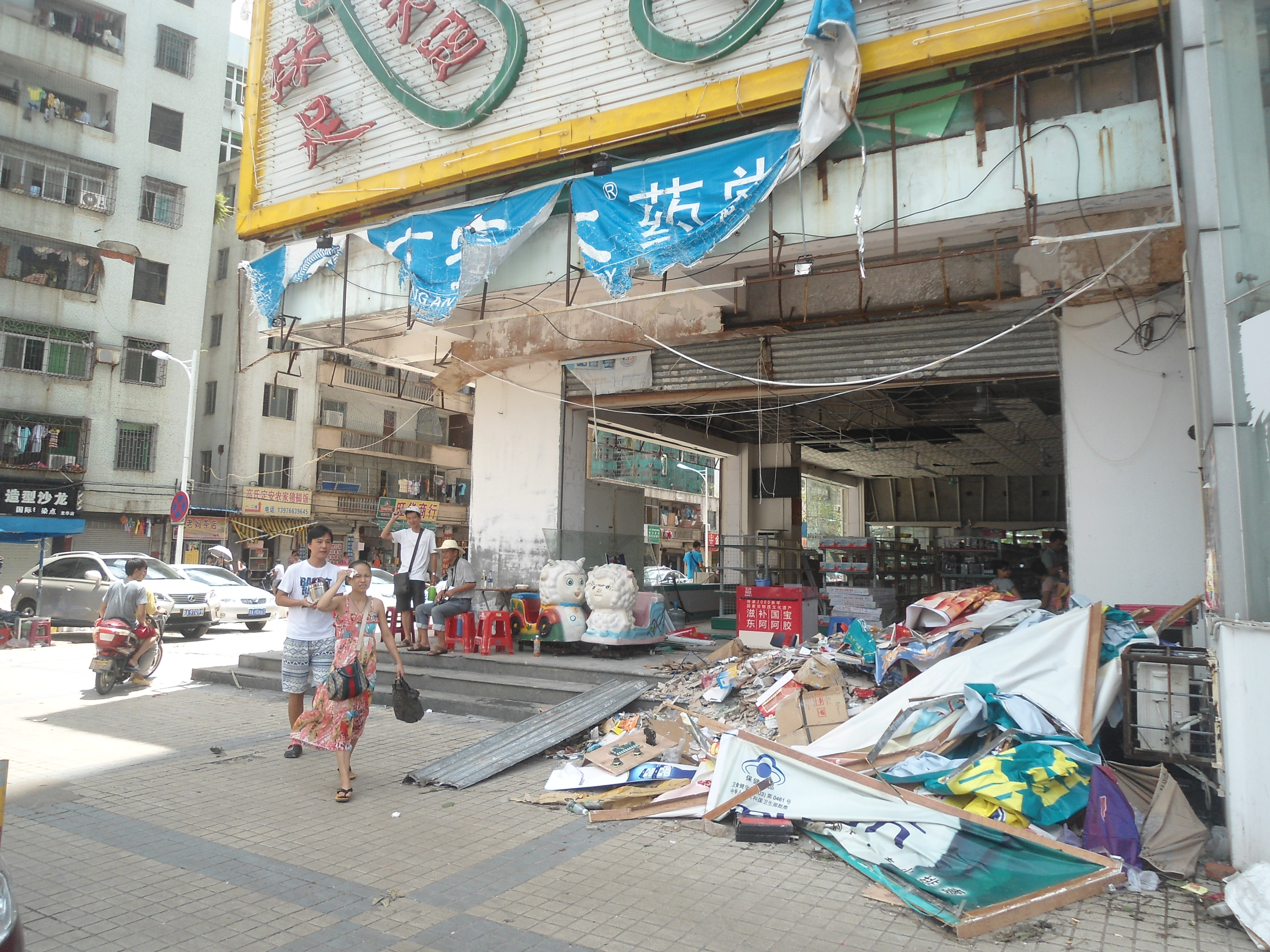

## その他
この台風のアジア名Rammasunは、この台風限りで使用中止となり、次順からはBualoiというアジア名が使用されることになった。